# ベティ・ブルー
『ベティ・ブルー 愛と激情の日々』（原題：37°2 le matin、英題：Betty Blue）は、1986年にフランスで製作された恋愛映画。

## 概要
監督はジャン＝ジャック・ベネックス。女優ベアトリス・ダルのデビュー作であり代表作に数えられる。本能のままに愛し合う男女の姿を赤裸々に描写した、その衝撃的な内容と鮮烈なビジュアルで公開当時はパリを始め、世界的なロングランヒットとなった。原作はフィリップ・ジャン(Philippe Djian)の同名小説。また、本作は2007年にアメリカインディペンデント映画チャンネルとNerve.comが発表した「The 50 greatest Sex Scenes in Cinema」の第6位にランクインしている。

## あらすじ
【基本的には「インテグラル版」178分でまとめる】

海辺のコテージで一人暮らしをする中年男性のゾルグ（アングラード）。彼は家主から言いつけられた雑用の仕事で生計を立てていた。ある日、彼はセクシーでキュート、自由奔放な少女ベティ（ダル）と出会う。彼女はウエイトレスをしていたのだが、店のオーナーに嫌気が差して、ゾルグのコテージに転がり込む。激しく惹かれあうふたりは、セックスに耽る毎日を過ごした。ある日、遅くまで二人で寝ていたゾルグは家主からバンガロー500軒のペンキ塗りを命じられ、渋々それに従った。日曜大工程度の気軽な仕事だと思っていたベティも、はしゃぎながらゾルグを手伝った。ようやく一軒のペンキ塗りが終わったところで、二人は記念撮影をしていた。そこに家主が現れる。家主の口から500軒のペンキ塗りだと聞かされたベティは激昂し、ペンキを家主の車に撒き散らした。その夜、ベティは家主に従順なゾルグに不満をぶちまけ、怒りにまかせて家財を窓の外に投げ捨てる。ダンボールを捨てようとした瞬間、ゾルグは彼女を引き止める。その中にはゾルグが過去に書きためていた小説が入っていたのだ。ベティはたちまち小説に心を奪われる。ゾルグは「30歳になってようやく僕は人生を生き始めた」と思う。ベティはゾルグの才能を称賛し、ゾルグと家主が口論しているとき、「彼は偉大な作家よ」とわめき、家主を二階から突き落とす。ベティの怒りは収まらず、とうとう彼女は火のついたランプを家に放り込み、家を全焼させてしまう。
ベティの親友のリザがいるパリにやってきた二人は、リザの家に住まわせてもらうことに。ベティはパリの全ての出版社にゾルグの小説を送り付けるため、日夜タイプライターに向かっていた。ゾルグとベティはリサの恋人のエディが経営する「ピザ・ストロンボリ」で働くようになる。ある日、一人の女性客の態度に腹が立ったベティは、ヒステリーを起こしフォークでその女性客の腕を刺してしまう。ゾルグは泣き叫ぶベティを必死でなだめるのだった。
ある出版社からゾルグの小説の返事がやってきた。しかし、それは小説の内容をこき下ろす辛辣なものだった。怒りを感じたベティは編集長の家まで出向き、返事を書いた編集長を罵倒し、落ちていた櫛で彼の顔を傷つける。後に編集長はベティを傷害罪で告訴するが、ゾルグは彼を脅し、告訴を取り下げることに成功する。4人が酒を飲みながら盛り上がっていたある日、エディの母の訃報が入る。エディの故郷に赴いたゾルグとベティは、今度はエディの実家に住むことになる。ゾルグはピアノ店を任されるようになった。しかしその頃からベティの様子が変わってくる。「死人のベッドは嫌」とマットを捨てたり、突然ガラスを素手で割って、ゾルグの元を走り去るなど、奇妙な行動が目立つようになる。
ある日、買った黄色いベンツでゾルグはベティをドライブに誘う。到着した場所は広大な草原が広がる場所だった。ゾルグは不意にトランクを開けると、中から蝋燭の立ったバースデーケーキが出てくる。その日はベティの20歳の誕生日だったのだ。ベティはゾルグに抱きつき、二人は永遠の愛を誓い合った。しかし、暗い影が二人の間に着実に忍び寄っていた。警察が出動するほどの喧嘩をしてしまったり、トマト半分の昼食を出したり。
ピアノを運ぶのに淫乱な妻をもつボビーから25トントラックを借りる。出発直前に妊娠検査液で妊娠だと告げられる。スピード違反で捕まるが、事件で顔見知りの警官に「パパになる」と話すと「父親は現代の冒険家だ」と許してもらえる。
ゾルグが家のテーブルに目をやると、そこには妊娠検査の通知書が合った。結果は陰性だった。子供が生まれるのを待ちわびていたベティは激しいショックを受け、その日から精神に大きな打撃を受けてしまう。ただただ泣くことしか出来ないベティを、ゾルグは懸命に抱きしめることでしかなだめられなかった。
ゾルグは女装して警備会社を襲って大金を手に入れるが、ベティは雨の中で佇んでいた。別の日、ベティは海岸で子どもを誘拐してしまうが、ゾルグが助けて脱出する。
ある日ゾルグが車を運転しているとき、一台のパトカーを見た彼はただならぬ気配を感じ、家に急いだ。ベティは何と自分の右目を抉（えぐ）ってしまったのだ。ゾルグは呆然としながらも病院に向かう。病室では右目に眼帯をしたベティが横たわっていた。彼女は眠っていたが、ゾルグは看護婦からもう家に帰るように言われる。
その後、彼の新しい小説を読んだある出版社から彼と契約したいと言う電話が入ってきた。ベティにそのことを伝えようと病院に乗り込んだゾルグは、ベティがベッドに縛り付けられているのを目にする。すぐにベルトを外し、彼女に本のことを話しても植物人間のようになっていて反応はなかった。担当の医者にベティがきわめて重傷で理性を取り戻すかどうかも分からないといわれ、ゾルグは妙な薬を飲ませたからだと暴れ、医師たちに無理やり追い出される。ゾルグはベティが医者によって薬づけにされ元には戻らないと思い、ある決心をする。
女装したゾルグは夜中にベティの病室に忍び込み、二人の昔の思い出を語った。そしてベティが眠っていた枕で彼女の顔を押さえ込み、窒息死させた。ゾルグは俯きながら雨の降る街角を去っていった。
ゾルグは、以前コテージで撮った二人の記念写真を見つめていた。そしてまた机に向かい、原稿を書き始めた。視線を感じたゾルグがその方向を見ると、二人が可愛がっていた白猫がじっと彼をみつめていた。
--「書いていたの?」。ゾルグの耳にどこからか、ベティの声が聞こえた。「考えていたんだ」。ゾルグは白猫に向かってそう答えた。

## スタッフ
- 監督・製作・脚本：ジャン＝ジャック・ベネックス
- 製作：クローディ・オサール、ジャン＝ジャック・ベネックス、カルゴ・フィルム
- 原作・脚本：フィリップ・ジャン
- 撮影：ジャン＝フランソワ・ロバン
- 音楽：ガブリエル・ヤレド

## キャスト
- ベティ：ベアトリス・ダル
- ゾルグ：ジャン＝ユーグ・アングラード
- エディ：ジェラール・ダルモン
- リサ：コンスエロ・デ・ハヴィランド

## その他
- 1992年に60分弱の未公開シーンを付け加えた「インテグラル」が公開された。2002年には公開当時、猥褻シーンとみなされ修正された10シーンの内の9シーンが無修正で収録された「ノーカット完全版」のDVDが日本で発売された。日本公開時、「『ベティ・ブルー』を低俗なポルノ映画の次元に引きおろさせてはならない」という強い信念の元、監督自らが来日して映倫管理委員会に抗議したが、監督の望みは叶わず、全てのシーンにおいて修正が付け加えられ公開された。DVD発売元である20世紀フォックス・ホーム・エンターテイメント・ジャパンは監督の意思を尊重し、「完全無修正版」の発売を試みたが、税関において1シーンのみが猥褻なものとみなされ、修正を余儀なくされた。
- 原題である「37度2分・朝」は基礎体温の記録表記から。